# Kōshirō Shimada
Kōshirō Shimada (en japonés: 島田 高志郎, 24 de agosto de 2003) es un patinador artístico sobre hielo japonés. Ganador de la medalla de oro del Trofeo de Asia de 2016 y medallista de bronce del Grand Prix Júnior de 2016 en Francia.

## Carrera
Shimada aprendió a patinar a la edad de seis años. Se mudó a Okayama junto con su familia para continuar entrenando. Tuvo su debut internacional en la temporada 2015-2016, participó en el evento de Grand Prix Júnior en Eslovaquia donde quedó en séptimo lugar y quinto en el evento de Croacia. Obtuvo el cuarto lugar en el Campeonato de Japón en nivel júnior y califició para los Juegos Olímpicos de la juventud de 2016 celebrados en Noruega, donde finalizó en la séptima posición.
En la temporada de Grand Prix Júnior de 2016-2017 ganó la medalla de bronce en el evento celebrado en Francia y quedó en cuarto lugar en el evento de Estonia. Ganó la medalla de plata en el Campeonato de Japón en nivel júnior en noviembre de 2016 y quedó en séptimo lugar en el mismo campeonato en nivel sénior. En el Campeonato del Mundo Júnior de 2017, celebrado en Taipéi, tuvo una participación que lo dejó en el lugar 14. Desde 2017 es entrenado por Stéphane Lambiel en Suiza.

### Programas
|           | Programa corto                                               | Programa libre                                                         | Exhibición |
| --------- | ------------------------------------------------------------ | ---------------------------------------------------------------------- | ---------- |
| 2018–2019 | Adiós de Benjamin Clementine coreo. de Stéphane Lambiel      | Invierno en Buenos Aires de Astor Piazzolla coreo. de Stéphane Lambiel |            |
| 2017-2018 | Rooftop de Thomas Hanreich (coreografía de Stéphane Lambiel) | Charms de Abel Korzeniowski (coreografía de Nikolái Morózov)           |            |
| 2016-2017 | Art on Ice de Edvin Marton (coreografía de Misao Sato)       | Romeo + Juliet banda sonora, coreografía de Kenji Miyamoto             |            |

### Resultados detallados
- Mejores marcas personales aparecen en negrita

| Temporada 2018-2019                     |                                                 |        |                |                |           |
| Fecha                                   | Evento                                          | Nivel  | Programa corto | Programa libre | Total     |
| 20–24 de diciembre de 2018              | Campeonato de Japón 2018-2019                   | Sénior | 3 80.46        | 11 139.32      | 5 219.78  |
| 6–9 de diciembre de 2018                | Final del Grand Prix Júnior 2018-2019           | Júnior | 4 73.97        | 4 140.41       | 3 214.38  |
| 23–25 de noviembre de 2018              | Campeonato japonés de patinaje júnior 2018-2019 | Júnior | 1 82.35        | 5 127.68       | 3 210.03  |
| 3–6 de octubre de 2018                  | Grand Prix Júnior de Eslovenia 2018             | Júnior | 4 73.48        | 5 139.47       | 3 212.95  |
| 29 de agosto – 1 de septiembre de 2018  | Grand Prix Júnior de Austria 2018               | Júnior | 3 74.78        | 2 145.67       | 2 220.45  |
| Temporada 2017-2018                     |                                                 |        |                |                |           |
| Fecha                                   | Evento                                          | Nivel  | Programa corto | Programa libre | Total     |
| 4–7 de octubre de 2017                  | Grand Prix Júnior de Polonia 2017               | Júnior | 12 59.47       | 4 130.99       | 7 190.46  |
| 27–30 de septiembre de 2017             | Grand Prix Júnior de Croacia 2017               | Júnior | 6 64.85        | 5 131.87       | 5 196.72  |
| Temporada 2016-2017                     |                                                 |        |                |                |           |
| Fecha                                   | Evento                                          | Nivel  | Programa corto | Programa libre | Total     |
| 15–19 de marzo de 2017                  | Campeonato Mundial Júnior de 2017               | Júnior | 12 68.77       | 13 125.33      | 14 194.10 |
| 22–25 de diciembre de 2016              | Campeonato de Japón de 2017                     | Sénior | 10 62.66       | 6 137.52       | 7 200.18  |
| 18–20 de noviembre de 2016              | Campeonato japonés de patinaje júnior 2016-2017 | Júnior | 2 66.19        | 2 132.01       | 2 198.20  |
| 28 de septiembre – 2 de octubre de 2016 | Grand Prix Júnior de Estonia 2016               | Júnior | 4 70.48        | 4 132.81       | 4 203.29  |
| 24–28 de agosto de 2016                 | Grand Prix Júnior de Francia 2016               | Júnior | 5 59.32        | 3 126.86       | 3 186.18  |
| 4–7 de agosto de 2016                   | Trofeo Abierto de Asia 2016                     | Júnior | 3 60.22        | 1 124.87       | 1 185.09  |
| Temporada 2015-2016                     |                                                 |        |                |                |           |
| Fecha                                   | Evento                                          | Nivel  | Programa corto | Programa libre | Total     |
| 12–21 de febrero de 2016                | Juegos Olímpicos de la juventud 2016            | Júnior | 6 63.18        | 6 119.34       | 6 182.52  |